# Bulbophyllum zygochilum
Bulbophyllum zygochilum är en orkidéart som beskrevs av Jaap J. Vermeulen. Bulbophyllum zygochilum ingår i släktet Bulbophyllum och familjen orkidéer. Inga underarter finns listade i Catalogue of Life.